# Russkaja
Russkaja — ска-панк-группа из города Вена. Звучание группы (описано ими самими как «Русская Турбо Метал-Полька») составляет смесь польки, ска, фанфар, рока и русской народной музыки.

## История
Группа была основана в 2005 году бывшим вокалистом Stahlhammer - Георгием Макацарией. С 2006 года сотрудничала с независимым австрийским лейблом Chat Chapeau, затем перешла к Napalm Records.
Самораспустились в феврале 2023, поскольку их «сатирическое использование советской символики и языка» казалось неуместным в свете войны России против Украины. Тем не менее, группа продолжает появляться (каждый раз под новым названием) на телепередаче Willkommen Österreich.

## Участники группы
- Георгий Макацария — Вокал
- Энгель Майр — Гитара
- Димитрий Миллер — Бас-гитара
- Марио Штублер — барабаны
- Ханс-Георг «H-G» Гуттернигг — Потет (духовой инструмент, гибрид басовой трубы и тромбона)
- Николо Лоро Равенни — Саксофон
- Лея-Софи Фишер — Скрипка

## Дискография

### Альбомы
| Year | Title                      | Позиция в Ö3 Austria Top 40 |
| ---- | -------------------------- | --------------------------- |
| 2008 | Kasatchok Superstar        | 15                          |
| 2010 | Russian Voodoo             | 36                          |
| 2013 | Energia!                   | 47                          |
| 2015 | Peace, Love & Russian Roll | 42                          |
| 2017 | Kosmopoliturbo             | 27                          |
| 2019 | No One Is Illegal          | 48                          |
| 2023 | Turbo Polka Party          | 7                           |

### Мини-альбомы
- Dawai, Dawai (2006)
- Barada (2013)

### Синглы
- Dope Shit (2007)
- More (2008)
- Kasatchok Superstar the Song (2009)
- Hammer Drive (2010)